# Rayagada
Rayagada è una suddivisione dell'India, classificata come municipality, di 57.732 abitanti, capoluogo del distretto di Rayagada, nello stato federato dell'Orissa. In base al numero di abitanti la città rientra nella classe II (da 50.000 a 99.999 persone).

## Geografia fisica
La città è situata a 19° 10' 0 N e 83° 25' 0 E e ha un'altitudine di 206 m s.l.m..

## Società

### Evoluzione demografica
Al censimento del 2001 la popolazione di Rayagada assommava a 57.732 persone, delle quali 29.514 maschi e 28.218 femmine. I bambini di età inferiore o uguale ai sei anni assommavano a 7.016, dei quali 3.581 maschi e 3.435 femmine. Infine, coloro che erano in grado di saper almeno leggere e scrivere erano 36.966, dei quali 21.269 maschi e 15.697 femmine.